# Elohim Rolland
Elohim Rolland (sinh 3 tháng 3 năm 1989) là một cầu thủ bóng đá Pháp thi đấu cho Kortrijk ở Bỉ.

## Cuộc sống cá nhân
Rolland sinh ra ở Chamonix, Pháp, và có gốc Algérie.